# Lars Engebråten
Lars Gøran Engebråten (6 febbraio 1974) è un ex calciatore norvegese, di ruolo portiere.

## Carriera

### Club
Engebråten giocò nel Mercantile. Fu poi in forza al Manglerud Star. Dal 2001 al 2003, giocò al Grei. Dal 2006 al 2008, vestì la maglia del Grorud. Nel 2011 fu in forza allo Skedsmo. Nel 2012, giocò invece nel Vestli.

### Nazionale
Engebråten fu tra i convocati per il mondiale Under-20 1993.